# 勞拉·凱利
勞拉·珍妮·凱利（1950年1月24日—）是一位美國政治人物，現任堪薩斯州州長（第48任），2005年至 
2019年代表堪薩斯州參議院第18選區。，凱利於2018年擊敗共和黨候選人克里斯·科巴赫當選州長。

## 外部連結
- Governor Laura Kelly official government website
- Laura Kelly for Governor （页面存档备份，存于） campaign website
- 中的“勞拉·凱利”
- C-SPAN內的頁面（英文）

- 智慧投票计划中的傳記、投票紀錄及利益集團評級
- 聯邦選舉委員會中的競選財務報告和數據